# Etmopterus hillianus
Etmopterus hillianus és una espècie de peix de la família dels dalàtids i de l'ordre dels esqualiforms.

## Morfologia
- Els mascles poden assolir 50 cm de longitud total.[2][3]

## Reproducció
És ovovivípar.

## Hàbitat
És un peix marí d'aigües profundes que viu entre 180–717 m de fondària.

## Distribució geogràfica
Es troba a l'Atlàntic occidental (des de Virgínia fins al sud de Florida -Estats Units-, Cuba, Bermuda, Saint Kitts i Nevis i Brasil) i a l'Atlàntic oriental.